# Копырин, Николай Захарович
Николай Захарович Копырин (5 декабря 1923 — 29 августа 2011) — литературовед, специалист по якутской поэзии, кандидат филологических наук (1967), научный сотрудник Якутского филиала Сибирского отделения АН СССР. Заслуженный работник культуры Якутии.

## Биография
Родился в 1923 году в Онёрском наслеге Усть-Алданского улуса.
В 1940 году поступил в Якутский педагогический рабочий факультет, но война прервала учёбу.
Участник Великой Отечественной войны. В Красной Армии с 18 августа 1942 года, призван в 17 лет. Служил рядовым солдатом-путейцем.
Сначала в военно-восстановительных железнодорожных войсках 4-го Украинского фронта на узловой станции Раздельная немногим западнее Одессы.
Затем в составе минно-подрывного взвода железнодорожных войск участвовал в освобождении Белоруссии, Польши, и во взятии Берлина.
После войны не был демобилизован, в составе железнодорожных войск участвовал на строительстве трамвайной линии в Москве, а затем два года на строительстве кольцевой электрифицированной железнодорожной дороги на Апшеронском полуострове.
Награждён медалями «За оборону Кавказа», «За освобождение Варшавы», «За взятие Берлина», «За победу над Германией», орденом «Великой Отечественной войны» II степени (1985).

Я прошлое не хочу не приукрашать, ни ругать. Во время войны дисциплина и морально-политический дух Красной Армии были очень сильны. Унижений друг друга и национализма не было. Превосходила верность Родине и народу.— из книги Н.З. Копырина «Олоҕум оҥкуллара»
Демобилизован в феврале 1947 года. Поступил на филологический факультет Якутского педагогического института, который окончил в 1953 году.
В 1953—1963 годах работал учителем, затем директором в Онёрской сельской семилетней школе.
В 1961 поступил заочно в аспирантуру Институте языка, литературы и истории ЯАССР, где работал лаборантом, а с 1963 года младшим научным сотрудником.
В 1967 году под руководством Г. К. Боескорова защитил кандидатскую диссертацию «Поэтическое творчество С. Р. Кулачикова-Элляя».
В 1982 году присвоено ученое звание старшего научного сотрудника по специальности «Литература народов СССР».
Умер 29 августа 2011 года.
Заслуженный работник культуры Якутии. Почётный гражданин Усть-Алданскийого улуса.

## Труды
Наиболее известен как автор дважды изданного (1981, 1997) труда «Изобразительные средства якутской поэзии», который содержит уникальный материал об особенностях национальной образности и устно-поэтической традиции, и отмеченного в 1984 году дипломом II степени на конкурсе фундаментальных научных работ Института языка, литературы и истории Сибирского отделения АН СССР.
Автор более 200 публицистических статей в республиканской прессе.
Некоторые труды:
- Поэзия Элляя (о творчестве поэта С. Р. Кулачикова-Элляя) / Якутский филиал Сибирского отделения АН СССР — Якутск: Якуткнигоиздат, 1964—175 с.
- Образ В. И. Ленина в Якутской литературе / Якутский филиал Сибирского отделения АН СССР — Якутск: Якутское книжное издательство, 1970 — 73 с.
- Живописание словом (сборник статей и рецензий) / Якутск: Якутское книжное издательство, 1975
- Тимофей Сметанин: Олоҕо уонна айымньыта (о творчестве писателя Тимофея Сметанина) / Якутск: Якутское книжное издательство, 1976—128 с.
- Изобразительные средства якутской поэзии / Якутск: Якутское книжное издательство, 1981—191 с.
- К новым рубежам: Заметки о якутской поэзии 1955—1975 гг. / Якутский филиал Сибирского отделения АН СССР — Якутск: Якутское книжное издательство, 1988 — 86 с.
- Все цвета радуги (литературно-критические статьи, рецензии, заметки) / Якутск: Якутское книжное издательство, 1992. — 110 с.
- Тяжелое испытание: Якутская поэзия периода Великой Отечественной войны и послевоенные десятилетия / Якутск: Якутский научный центр СО РАН, 1994 — 83 с.
- Изобразительные средства якутской поэзии / Академия наук Якутии, Институт гуманитарных исследований — Якутск: Издательство «Бичик», 1997—172 с.
- Немеркнущая слава (о жизни и творчестве С. С. Васильева-Борогонского), 2007

## Интересный факт
- Н. З. Копырин одним из первых поддержал создание Якутской Википедии — по словам её инициатора Николая Павлова (HalanTul).[2]